# عليان بن محمد الوتيد
عليان بن محمد الوتيد هو رجل أعمال ومهندس كهرباء سعودي، وهو الرئيس التنفيذي لمجموعة stc منذ 28 مارس 2021.

## التعليم
حاصل على شهادة البكالوريوس في الهندسة الكهربائية من جامعة الملك فهد للبترول والمعادن.

## المسيرة المهنية
أنضم الوتيد للعمل في شركة أرامكو في بداية حياته العملية قبل انضمامه إلى مجموعة stc حيث شغل عدة مناصب. خلال فترة عمله مع مجموعة stc، شغل منصب الرئيس التنفيذي لشركة stc البحرين وبعدها شغل منصب النائب الأعلى لوحدة المستهلك بالمجموعة.
كما يرأس العديد من مجالس إدارات الشركات التابعة لمجموعة stc مثل integral وCCC by stc.
عليان الوتيد هو رئيس مجلس إدارة مجلس سامينا للإتصالات (SAMENA)، وعضو مجلس إدارة جمعية GSM، وعضو مجلس إدارة مدينة الملك عبد العزيز للعلوم والتقنية.
في يناير 2021، أعلنت مجموعة stc في بيان إلى السوق المالية السعودية (تداول) عن تعيين الوتيد كرئيس تنفيذي للمجموعة اعتباراً من 28 مارس 2021، خلفاً لناصر الناصر الذي استقال في نوفمبر 2020.
منذ توليه منصب الرئيس التنفيذي للمجموعة، توسعت مجموعة stc في العديد من القطاعات بما في ذلك التقنيات المالية وانترنت الأشياء والأمن السيبراني والذكاء الاصطناعي ومراكز البيانات. في سبتمبر 2023، وتحت إشرافه، استحوذت شركة الاتصالات السعودية على حصة تبلغ 9.9% في مجموعة تليفونيكا.
في عام 2022، احتل الوتيد المرتبة 18 ضمن قائمة أفضل 100 رئيس تنفيذي في الشرق الأوسط حسب مجلة فوربس الشرق الأوسط، والمرتبة الثامنة ضمن قائمة أفضل 100 رئيس تنفيذي لعام 2023.